# Castillo de La Iglesia
El castillo de La Iglesia es una fortificación medieval de la que apenas se han conservado sus ruinas, enmascaradas entre varios cortijos a los que da nombre, asimismo abandonados y en estado de ruina. Se encuentra en el término municipal de Torredelcampo, a unos 6 km de este y a unos 12 km de Jaén. Se sitúa a 2 km en línea recta de Torre Olvidada.

## Descripción
En la zona norte del cortijo de La Iglesia se pueden observar los restos de un torreón de planta cuadrada, de mampostería, con la mayor parte de sus paredes enlucidas. Entre los cortijos se podía observar el contorno del mismo, que debió de tener varias plantas. En la prospección superficial llevada a cabo en su entorno no se halló material cerámico medieval relevante.
En la zona sur existe un aljibe de planta rectangular de bóveda de medio cañón que pertenecería a la fortificación medieval. Ha sido reconstruido recientemente con cemento.
Junto al cortijo se han conservado los restos de una era, que también ha sido modificada, habiéndose plantado olivos en mitad de ella. En el cortijo se conservaba, sobre una de sus ventanas, hoy ya derrumbada, una piedra que en su día mostraría una inscripción.

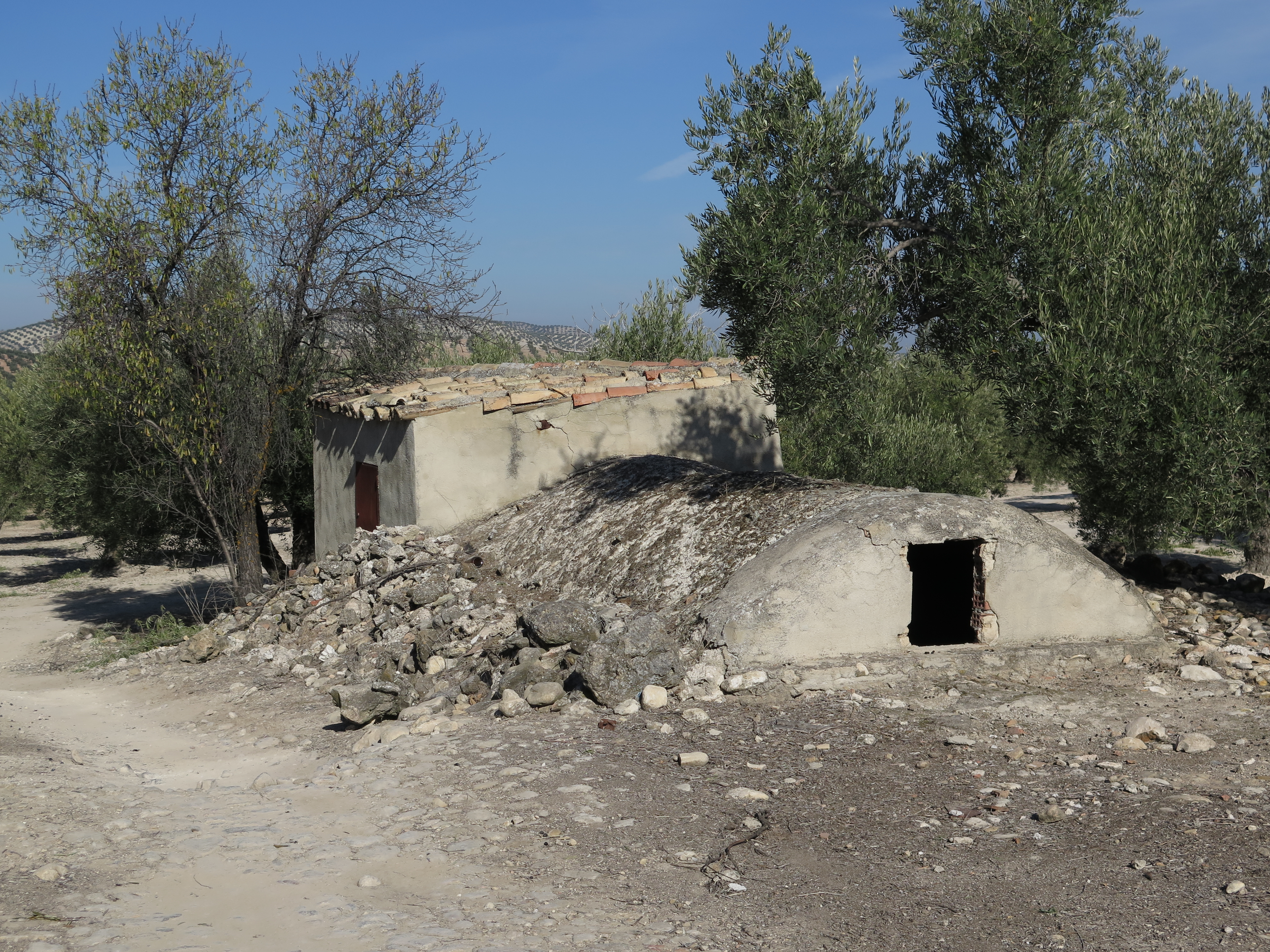
Aljibe del cortijo de La Iglesia
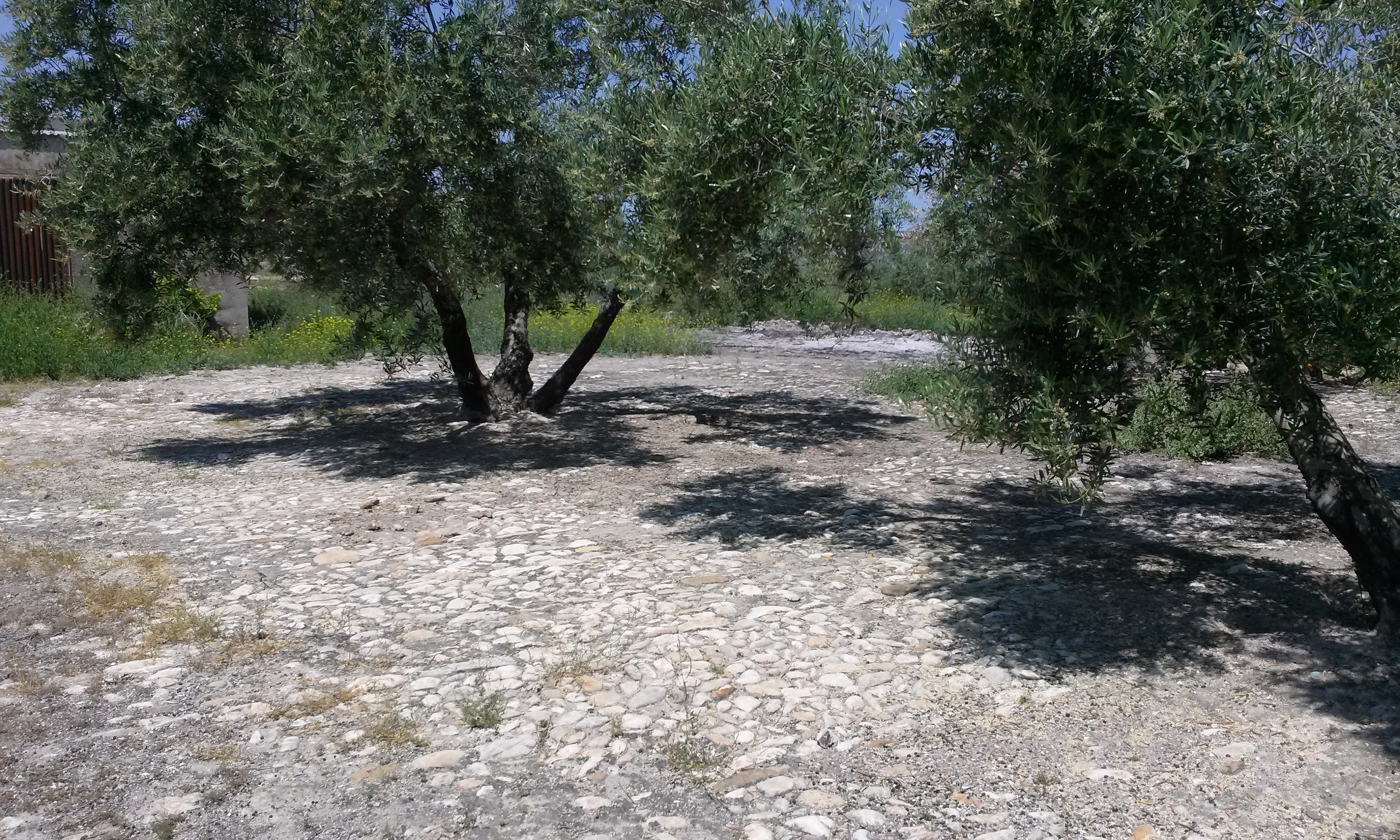
Era del cortijo de La Iglesia

## Toponimia
Eva María Alcázar Hernández identificó La Iglesia con el reseñado en el apeo de dehesas boyales de 1401 como «Castilblanco, castillo de la yglesia de Jaen». Se hacía mención a él como un conjunto fortificado más que como una torre rural sencilla. En 1378 aparece mencionado como Castilblanco, en un documento de control de veredas.

## Historia
A pesar del pésimo estado de conservación, aún se puede observar su estructura. Todo apunta a que tanto el torreón como el aljibe formarían parte de un pequeño castillo, del que solo se han conservado estos dos elementos, junto a parte de sus murallas. Por su similitud con otros castillos se cree que se levantó en los siglos XIV y XV.
Castilblanco pertenecía al cabildo catedralicio giennense (Castilblanco de la yglesia) desde mitad del siglo XIV, que lo explotaba en régimen de arrendamiento, con cultivos como el cereal, la viña y el almendro.